# Cussy-le-Châtel
Cussy-le-Châtel är en kommun i departementet Côte-d'Or i regionen Bourgogne-Franche-Comté i östra Frankrike. Kommunen ligger i kantonen Arnay-le-Duc som tillhör arrondissementet Beaune. År 2022 hade Cussy-le-Châtel 120 invånare.

## Befolkningsutveckling
Antalet invånare i kommunen Cussy-le-Châtel
Referens:INSEE